# بيتر يوربان (مبارز بالسيف)
بيتر يوربان هو مبارز بالسيف كندي، ولد في 24 فبراير 1938 في باجا (المجر) في المجر.

## وصلات خارجية
- بيتر يوربان على موقع أوليمبيديا (الإنجليزية)